# Iglesia de San Juan Bautista (Palencia)
La iglesia de San Juan Bautista es un pequeño templo arquetípico del Románico rural palentino. Se encuentra en el Parque Huerta de Guadián de la ciudad de Palencia. Fue declarada Monumento histórico artístico en 1981, por lo que actualmente posee la categoría de Bien de Interés Cultural.

## Historia
Fue la iglesia parroquial de la localidad de Villanueva del Río, cercana a Aguilar de Campoo. Aparece mencionada ya en documentos de los siglos XI y XII, aunque en su configuración actual se muestra como un edificio construido hacia la segunda mitad del siglo XII, con algunos elementos de transición, como el empleo de arcos apuntados.
El pueblo entero y la iglesia se vieron afectados por el proyecto y posterior construcción del Embalse de Aguilar en la década de 1960, que anegó completamente los terrenos en que se situaban. Para evitar la pérdida del monumento, ya considerado uno de los máximos exponentes del Románico rural norteño, fue desmontado piedra a piedra en su lugar de origen y almacenados todos sus elementos arquitectónicos. Se barajaron varios posibles usos y ubicaciones para el edificio, como servir de nueva ermita para la patrona de Aguilar, la Virgen del Llano, cuya ermita también había quedado inaccesible con la construcción del embalse.
Finalmente, esta y otras opciones fueron descartadas y se optó por su traslado a uno de los parques públicos más concurridos de la ciudad de Palencia, la Huerta de Guadián. Se aprecia aún en la cabecera de la iglesia parte de la numeración de los sillares con la que se sirvieron los conservadores para la reconstrucción. En el traslado, algunos elementos se alteraron o perdieron, siendo el más notable de ellos la torre-espadaña que cerraba el edificio hacia los pies, aunque al menos en parte era posterior a la construcción románica. El edificio permaneció en estado de obras desde 1972 hasta el año 1980. En ese año, la Dirección General de Arquitectura concedió una subvención de siete millones de pesetas, que permitieron concluir la reconstrucción con éxito.

## Descripción

### Exterior

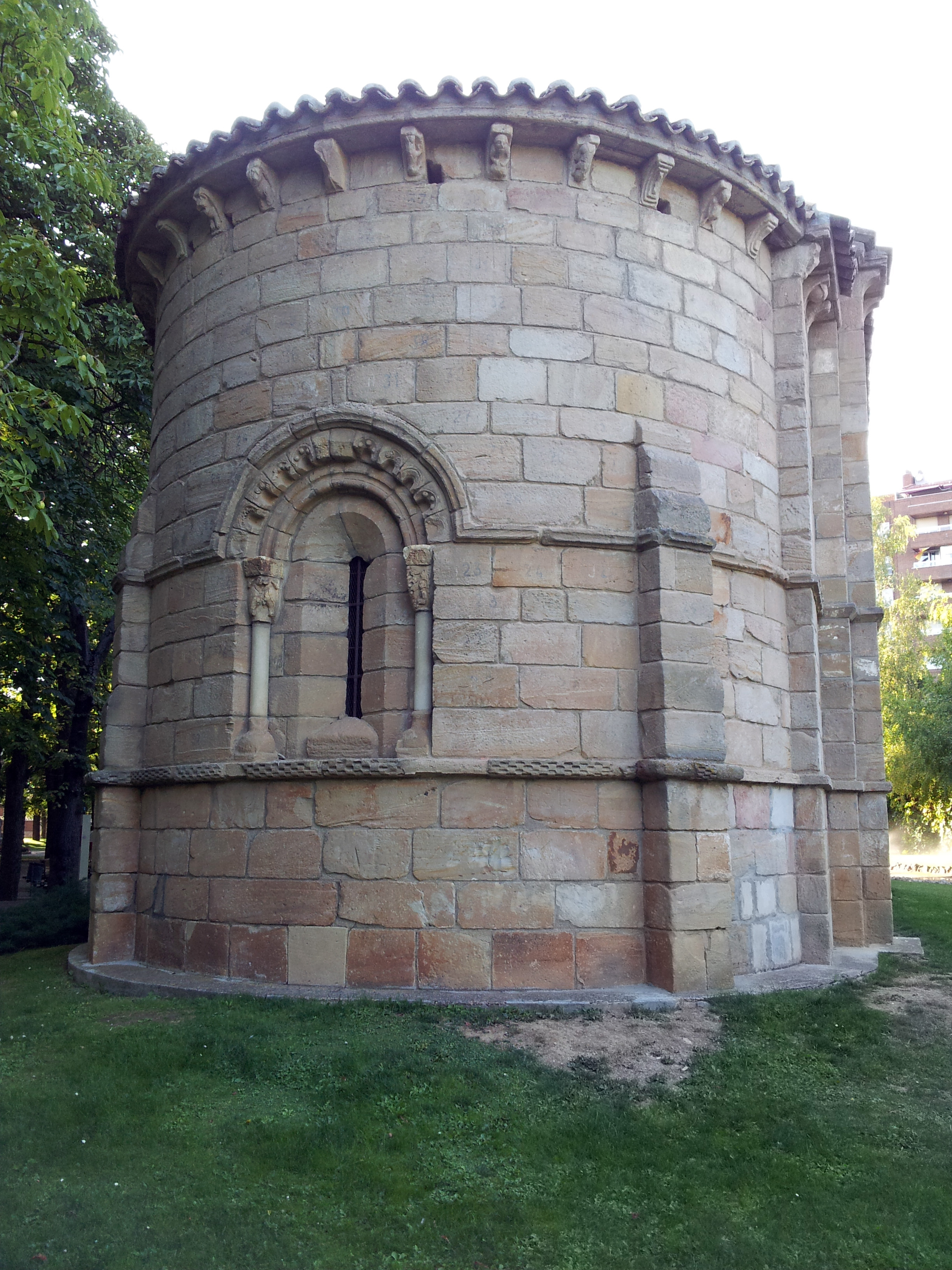
Exterior de la iglesia hacia la cabecera.

Se trata de una iglesia de pequeñas dimensiones, como correspondía a un pequeño núcleo rural de la Montaña Palentina. Puede considerarse excepcional el hecho de que el edificio se viera libre de alteraciones o modificaciones a lo largo de los siglos, lo que explica su homogeneidad estilística. La planta presenta una sola nave rectangular con cabecera que remata en un ábside semicircular.
Exteriormente, el tambor absidal está reforzado por dos contrafuertes que llegan a un cuarto de la altura del muro. Dos líneas de imposta recorren la cabecera, la inferior con decoración de taqueado, mientras que la superior presenta molduras lisas. En el centro del ábside se abre un pequeño ventanal en forma de aspillera, decorado con dos columnas de capiteles historiados. La portada ocupa, tanto en anchura como en altura, la mayor parte del muro meridional. El cuerpo en que se abre, muy resaltado, está rematado por un tejadillo sobre canecillos. Consta de 6 arquivoltas de arcos abocinados que arrancan de una ábaco corrido, sostenido por tres columnas que se alternan con otras tantas semicolumnas, todas ellas con capiteles con motivos vegetales. Las arquivoltas están formadas por molduras, baquetones y escocias decoradas con combinaciones de motivos, entre los que se repiten bolas y puntas de diamante. El alero del edificio se sostiene por una serie de canecillos, todos ellos lisos excepto los del ábside, que presentan decoraciones geométricas o figuradas muy diversas.

### Interior

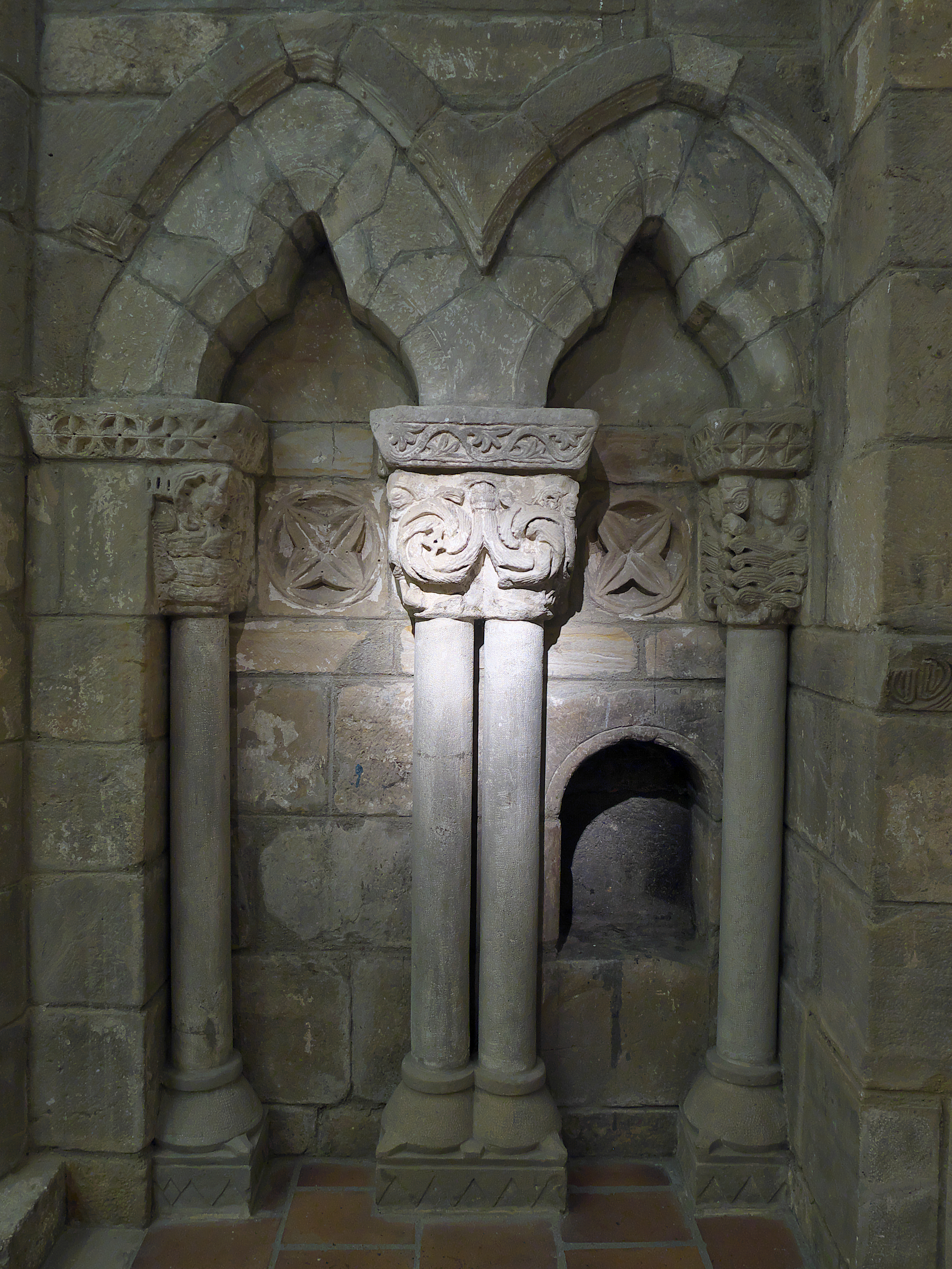
Detalle de los arcos del presbiterio.

El interior destaca por la variedad de elementos decorativos del repertorio románico que muestra. La nave se cubre con una bóveda de cañón apuntado, reforzada por arcos fajones igualmente apuntados. Los soportes alternan pilastras de perfil cuadrado con semicolumnas empotradas, que rematan en capiteles historiados con variada decoración. El ábside se cubre con una bóveda de cuarto de esfera.
Unas llamativas arcadas dobles y ciegas decoran el tramo recto del presbiterio que antecede al ábside. Son de medio punto las meridionales, y de arcos trilobulados muy apuntados las septentrionales. Los capiteles sobre los que apoyan muestran decoración fantástica de entrelazos u ondas alternando con figuras humanas, roleos de decoración vegetal carnosa y arpías. Un cimacio de flores cuatripétalas y motivos vegetales completa la decoración.
En la actualidad, el templo está desacralizado y alberga en su interior, abierto al público en los meses de verano y periodos vacacionales, un centro de interpretación del Románico palentino.